# As Mais Belas Aldeias de França

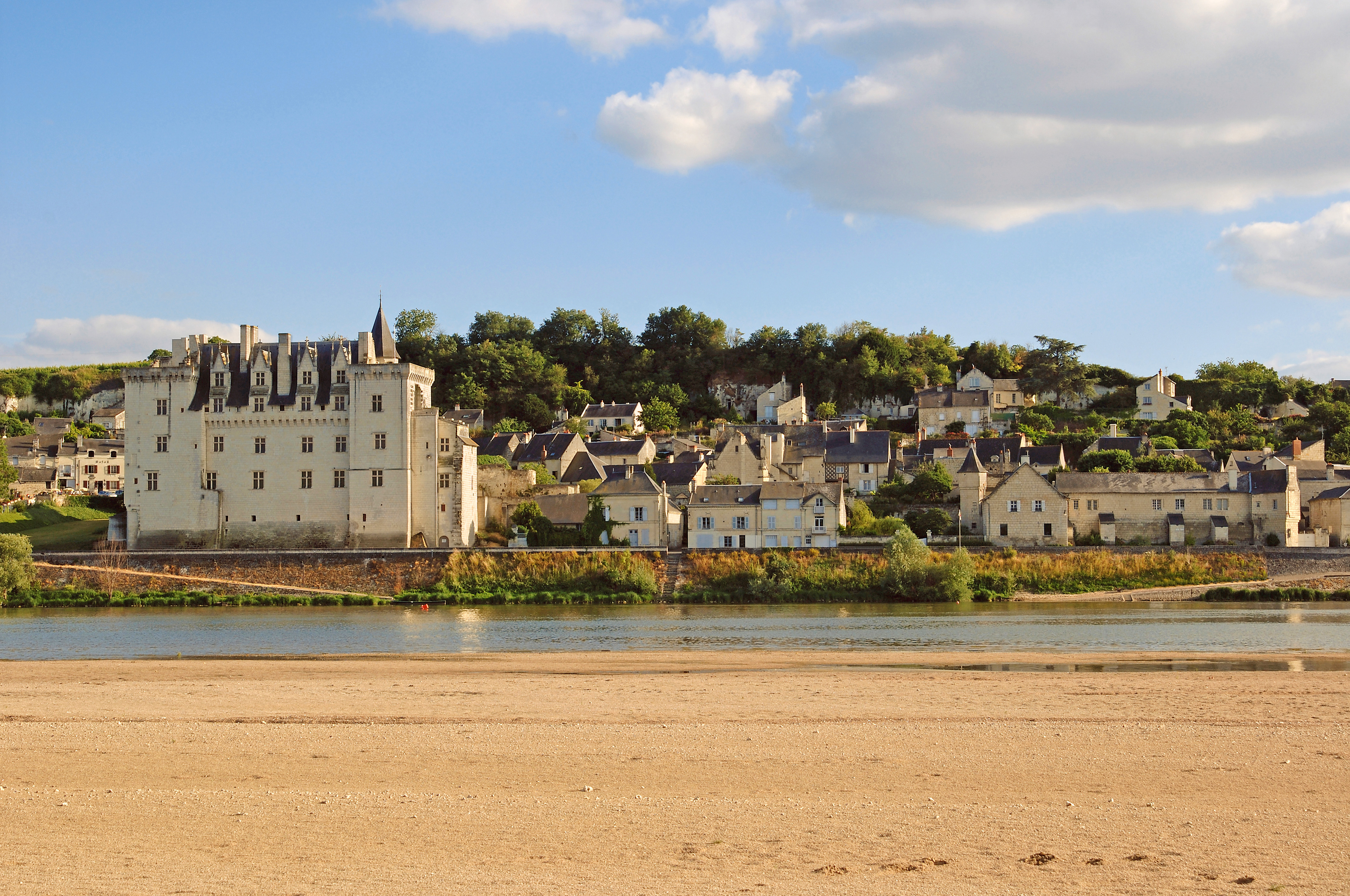
Montsoreau

As mais belas aldeias de França  - Les Plus Beaux Villages de France - é uma associação privada francesa criada em 1982 com a finalidade de promover o turismo das pequenas comunas francesas ricas em património cultural de qualidade e que não tinha outros meios para se desenvolver turisticamente. Em 2010 contava 154 (na versão francesa : Lista das mais belas aldeias de França.
A associação segue determinados critérios selectivos definidos nos seus estatutos e propõe um valorização e comunicação turística. De notar que a não se trata de uma classificação sistemática e muitas localidades que poderiam aderir não fazem parte.

## Critérios de admissão
Os critérios de admissão são numerosos e exigentes, a associação diz que só um candidato em cada cinco é aceite. Assinalam-se os seguintes critérios:
- população inferior a 2 000 habitantes;
- o pedido tem de vir autorizado pelo conselho municipal;
- possuir pelo menos dois monumentos históricos classificados ou de interesse;
- política de preservação da paisagem que se deve concretizar no urbanismo.

## Similares

### No estrangeiro
Associações semelhantes foram criadas noutros países. Listas na:
- FR:Les Plus Beaux Villages de Wallonie, Bélgica
- FR:Association des plus beaux villages du Québec, Canadá
- Aldeias mais bonitas de Itália
- Aldeias mais bonitas de Espanha

### Variantes
A França, vendo o interesse e benefício deste género de associação, criou outras do mesmo género, tais como:
- FR:Petites cités de caractère - Cidades pequenas com carácter
- FR:Les Plus Beaux Détours de France - Vale a pena fazer o desvio
- FR:Concours des villes et villages fleuris - Concurso das cidades e aldeias floridas
- FR:Station verte - Estação verde
- FR:Ville Internet - Cidade Internet

### Grupos do mesmo tipo
- FR:Site naturel classé - Sítio natural classificado
- FR:Secteur sauvegardé - Sector salvaguardado
- FR:Station touristique- Estação turística
- FR:Village étape - Aldeia étapa
- FR:Villes et pays d'art et d'histoire - Vila e país de arte e história
- FR:Villages et cités de caractère - Aldeias e sítios com carácter